# Ociąż (grodzisko)

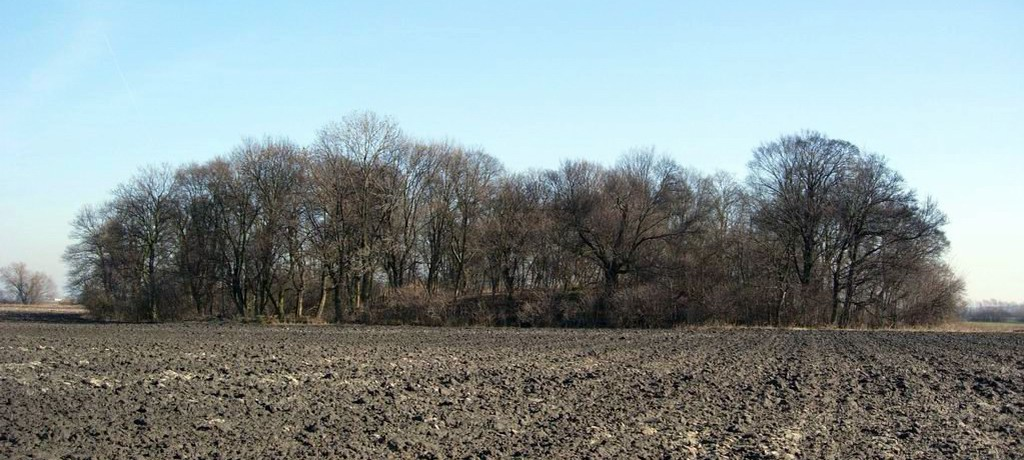
Grodzisko w Ociążu, widok od strony zachodniej

Grodzisko w Ociążu – wczesnośredniowieczne grodzisko wklęsłe, lokalnie zwane Lisią Góra. W niemieckich publikacjach często określane jako Alte Schanze (Stare Szańce).

## Położenie
Grodzisko położone jest na północy wsi, ok. 1700 m na północ od stacji kolejowej Ociąż i 250 na wschód od Morawina (północnej części wsi). 250 m na wschód przebiega dolina strugi Ciemnej. Zalesione grodzisko wyróżnia się pośród pól uprawnych. Cechuje się bardzo dobrym stanem zachowania.

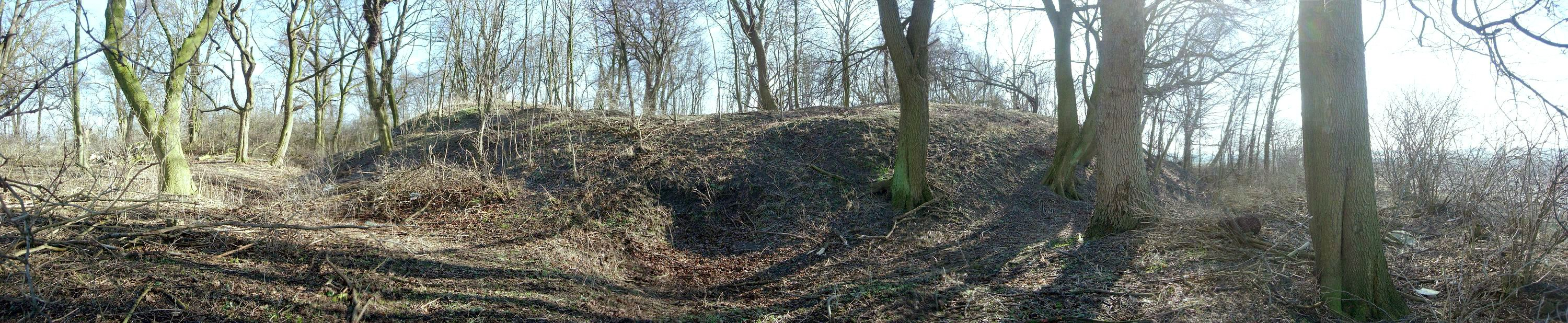
Grodzisko w Ociążu, widok od północnego zachodu

## Budowa
Grodzisko jest dwuczęściowe. Wydzielona jest część grodu i obwarowanego "podgrodzia". Jego średnica wynosi ok. 90 m, a obwód ok. 125 m. Otoczone jest wysokim do dziś wałem ziemnym. Jego wysokość średnio to 4,5 m, w najwyższym miejscu (od strony południowo-zachodniej) wynosi ok. 6 m. Na zewnętrznym obwodzie wałów pojawiają się, częściowo zrównane, zagłębienia po wybieraniu ziemi do budowy wałów, nagminnie w literaturze określane mianem "fosy". Na tego podstawie możemy uznać, że był on jednym z lepiej umocnionych grodów na wschodnich terenach ziemi kaliskiej.
Wschodnią stronę grodziska stanowi "podgrodzie". Nie można tu jednak mówić o typowym podgrodziu, gdyż we wczesnym średniowieczu, w tego typu obiektach, nie otaczano go wałem. Prawdopodobnie grodzisko było rozbudowane ze względu na brak miejsca. Jest rzadkim przykładem tego typu w regionie.

## Wyniki badań archeologicznych
Na podstawie analizy typologicznej ceramiki oraz analiz dendrochronologicznych powstanie grodziska datowane jest, podobnie jak większość grodów z okolic Kalisza, na fazę D wczesnego średniowiecza, czyli lata 950-1050. Gród w Ociążu prawdopodobnie nie był grodem samodzielnym, a stanowił część większej sieci obronnej.
Wokół samego grodziska znaleziono wiele punktów osadniczych wydatowanych na okres funkcjonowania grodu.